# Сага об Элрике
Са́га об Э́лрике — цикл произведений Майкла Муркока, написанных в жанре фэнтези. Главным персонажем является Элрик из Мелнибонэ.

## «Каноническое шестикнижие» Саги об Элрике
1. Элрик из Мелнибонэ (1972 г.)
2. Скиталец по морям судьбы (1976 г.)
3. Участь Белого Волка (1977 г.; рассказ и повести, впервые опубликованные в 1961—1967 гг.)
4. Спящая волшебница (1971 г.)
5. Проклятие Черного Меча (1977 г.; рассказы, впервые опубликованные в 1962 г.)
6. Буреносец (1977 г.; новая редакция романа 1965 г., составленного из повестей 1963—1964 гг.)

По сюжету эти произведения ближе всего к традиционному героическому фэнтези, отличается только сам герой (Элрик был первоначально задуман как «анти-Конан»: белые и чёрные волосы, синие и красные глаза, мускулистость и худоба, мужественность и рефлексивность — весь облик Элрика подчёркнуто «не такой», как у Конана). Элрик странствует со своим другом Мунгламом по всему миру, борется с колдунами и демонами, познаёт любовь, но при этом не является в строгом смысле слова положительным героем.

## Поздние произведения
1. Крепость Жемчужины (1989 г.)
2. Месть Розы (1992 г.)

Эти произведения написаны в стиле постмодернизма: в них описываются странствия по параллельным мирам (например, по миру Снов), напоминающие визионерские откровения-медитации. И стилем, и сюжетом эти романы непохожи на «каноническое шестикнижие», но из них можно гораздо больше узнать о вселенной Элрика.

## Элрик в XXI веке
В настоящее время вышло несколько комиксов об Элрике, сценарии для которых написаны Муркоком. По сюжету и стилю они примыкают к «постмодернистским» романам о нём, и раскрывают неизвестные ранее моменты его жизни (например, как он в детстве обучался медитативным техникам, и т. п.).
Кроме того, Майкл Муркок продолжает писать рассказы об Элрике, напоминающие произведения из «канонического шестикнижия». На русский язык они не переводились; некоторые из них входят в сборник Fabulous Harbours (1995 г.), другие издавались в многочисленных фэнзинах.

## Сага об Элрике на русском языке
Сага об Элрике издавалась на русском едва ли не чаще других произведений Муркока (больше изданий — только у Хроник Хокмуна), но обычно переводилась не полностью. Вот что писал в начале 90-х гг. критик Д. Ивахнов в своей статье о Муркоке: «…Первый роман из этой серии (…) издавался пять раз, последний (…) — один раз. Трижды тиражировались старые сборники рассказов об Элрике (от которых сам Муркок отказался, создав на их основе романы). И единожды — сильно урезанный и скверно переведенный третий роман — „Скиталец по морям судьбы“. Остаётся только гадать, как этот муркоковский герой мог понравиться читателю, который имел возможность познакомиться только с началом и концом (в котором всё непонятно, ибо сюжетные завязки остались в неопубликованных (…) романах)» (цитируется по книге: Майкл Муркок, «Замок Брасс», т.1, изд. «Тролль», Москва-Санкт-Петербург-Саратов, «Джокер», «Росич», Москва, 1994 г.) Естественно, уровень подобных переводов (за очень редкими исключениями) был очень неудовлетворительным.
Ситуация оставалась неизменной до 1994 г., когда начали выходить более или менее полные и квалифицированные переводы Саги об Элрике. Сейчас таких переводов три.

### Полные переводы Саги об Элрике
Перевод А. Лидина и А. Страдомской — выходил в серии «Миры фантастики» в Таганроге и Москве с 1992 по 1994 г. Это был первый на тот момент перевод всего «канонического шестикнижия» Саги, и долгое время у него просто не было конкурентов (все прочие издания были крайне неполны). К недостаткам этого перевода надо отнести сквозную нумерацию частей цикла (то есть, убрано было оригинальное авторское разбиение на отдельные романы — все они представали перед читателем как некий сплошной метатекст.)
Перевод санкт-петербургского издательства «Северо-Запад» — выходил в 1998 г. в Санкт-Петербург. Кроме уже существующих переводов А. Лидина, туда вошли новые переводы, сделанные им же, а также Н. Баулиной, Я. Забелиной, Т. Темкиной и М. Петрунькиным. Это было первое полное издание Саги («каноническое шестикнижие» + два дополнительных романа + ныне официально не входящая в цикл повесть «Элрик на Краю Времени»).
Перевод Г. Крылова — выпущен издательствами «Эксмо» и «Домино» в 2005 г. (переиздавался в 2008 г.) При первом издании этого перевода критиками было отмечено много переводческих ляпов (например, слово «purple» было переведено как «алый», поэтому вместо положенного по смыслу «пурпурно-синий» получалось «алая синева»). Поэтому для переиздания в 2008 г. активистами сайта Танелорн была проведена очень большая редакторская правка. Стихи самого Майкла Муркока, Суинбёрна, Сэмюэля Дэниэла и других авторов, включённые автором в Сагу, в этом издании впервые переведены профессиональным поэтом, Романом Адриановым, с учётом большинства стилистических особенностей оригинала, включая размер, рифму, тавтограммы и прочие технические приёмы. Перевод Г. Крылова — второй после «северо-западского» полный перевод Саги, который (в исправленном варианте) признан авторитетами лучшим на сегодняшний день.

### Неудачные и незавершённые переводы
В 2001—2002 гг. издательство «Эксмо» при участии издательской группы «Terra Fantastica» пыталось издать всю Сагу об Элрике в переводах К. Королёва и Ю. Новикова в рамках своей серии «Сага о Вечном Воителе». Но серия не пользовалась у читателей спросом, и была закрыта; издание Саги об Элрике прервалось на середине. Впоследствии, когда «Эксмо» вновь предприняло попытку напечатать русский перевод Саги, они обратились к услугам Г. Крылова.